# ホビョ
ホビョ（Hobyo, Obbia, Hobyaa）はソマリアのムドゥグ州にある古くからの港町。この名はソマリ語で「水のある土地」を意味し、乾燥地帯ソマリアにしては井戸から真水が豊富に取れ、寄港地として栄えた。2011年現在は海賊が支配している。
日本語での地名の表記は他に「オビア」「オッビア」「ホブヨ」などがある。

## 歴史

### 発展
ホビョは船やキャラバンの給水所として発展した。ムスリム（イスラム教徒）のメッカへの巡礼であるハッジの中継地としても重要だった。陸路・海路の拠点となったため、すぐに商取引の場にもなった。それ以前の拠点は、ホビョよりも北東にある町オポーンだったが（今日のハフーンにあったと考えられている）、ホビョの繁栄に従って凋落していった。南部のモガディシュなどが栄えてくると、ホビョはその中継地としてますます栄えていった。

### 中世
14世紀、ホビョの西ケラフォを中心にハウィエ部族がアジュラーン王国を興すと、ホビョはその支配下となり、重要な商業都市となった。取扱商品は、シェベリ川流域に近いハラゼレやエルデールの農産物などだった。ホビョ周辺でもモロコシ属の一種デュラなどが作られていた。ホビョの領主はモガディシュの領主を兼務することも多かったため、その間であるベナディル海岸沿いの各町とホビョとの取引も盛んであった。
アジュラーン王国を支配していたハウィエ部族に近い一族ヒラーブが反乱を起こし、ヒラーブ王国を建てると、ホビョもヒラーブの支配下となり、一方でアジュラーン王国は衰退し、ケラフォ周辺を支配するだけとなった。

### ホビョ王国
19世紀、ソマリア北部に住むソマリ族の別の一族マジェールテーンのユースフ・アリー・ケーナディードは、クーデターに失敗してアラビア半島に追放されていた。そのケーナディードが1878年、南アラビアのハドラマウトで兵を募り、ソマリアに戻ってハウィエ部族が支配していたホビョを占領した。ケーナディードはそこでホビョ王国を建てた。
ホビョ王国とその周辺の住民は、モロコシや豆を栽培し、ラクダ、ウシ、ヤギ、ヒツジの放牧をする者が多かった。交易も行っており、主な輸出品は家畜、獣皮、香木、レーズンなどで、輸入品は米などの食料品と服飾などだった。織物、貴金属、真珠を取引するために訪れる商人も多かった。

### 近現代

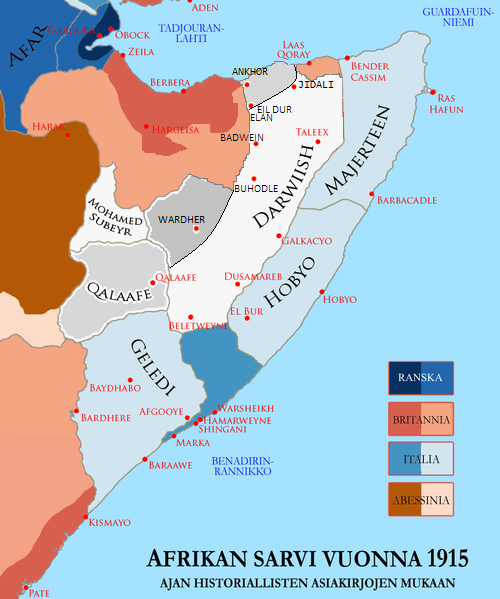
1915年頃のソマリア。ホビョはイタリア領東アフリカの中部。

ホビョ王国は建国50年で早くもイタリア王国の支配下となり、 イタリア領東アフリカの一部となった。イタリアはホビョより南にあったモガディシュを交易中心地としたため、ホビョは衰退した。その後はソマリア内での重要性が低下した。
ソマリア内戦が始まってしばらくすると、ソマリア中部でイスラム武装団体イスラム法廷会議（ICU）が興り、ホビョは2006年8月16日にその支配下に入った。それまでホビョは地方軍閥が支配していたが、ICU到着前に逃亡したため、ICUはホビョを数日包囲しただけで手に入れた。ただし、ICUもホビョの支配にはそれほど熱心ではなく、海賊などが支配する町となった。その後、ICUとソマリア暫定連邦政府が首都モガディシュなどを争って戦いが激化したため、ソマリア中部はかえって主要勢力からの支配が弱まった。地元部族ハウィエはソマリア中部にガルムドゥグを建国し、ホビョもそこの一部となった。しかし、同年11月1日にホビョは再びICUの支配下となっている。
その後、ICUはソマリア中部で大いに勢力を伸ばしたが、隣国エチオピアがそれを嫌って軍を送り込み、ICUは崩壊した。その後、ICUはアル・シャバブなどに組織を変えて2011年現在でも勢力を保っているが、ソマリア国内のどの勢力もホビョ支配にまでは力が及ばず、ホビョは再びハウィエ氏族の一派サード氏族を主体とする海賊が支配する町となった。
ホビョは海賊の町として世界的に有名となり、2008年にはパナマ船籍のMVファイナを拘束している。2010年5月にはリベリア船籍のタンカーを襲った海賊がロシア海軍により沿岸から600キロメートルの沖合にゴムボートで漂流させられ死亡させる事件が発生しており、ホビョに住む海賊リーダーは報復宣言を出している